# Guillaume Gillet (arquitecto)
Guillaume Gillet  fue un arquitecto francés, nacido el 20 de noviembre de 1912 en Fontaine-Chaalis (Oise) y fallecido el 23 de septiembre de 1987 en París. Se le otorgó el Gran premio de Roma, por su arquitectura moderna, principalmente en la categoría de arquitectura religiosa y penitenciaria.

## Datos biográficos
Guillaume Gillet nació en la abadía de Chaalis donde su padre, Louis Gillet, fue conservador del museo Jacquemart-André para el Instituto de Francia. Su abuelo materno fue René Doumic, también académico y antiguo director de la Revista de los dos Mundos. Su hermana fue Simone Demangel figura importante de la Resistencia francesa.  Estudió en la Escuela nacional superior de Bellas Artes en el taller de Emmanuel Pontremoli y después de Auguste Perret y se diplomó como arquitecto en 1937. 
Movilizado en 1939, fue hecho prisionero en Alemania de 1940 a 1945. Aprisionado en el Oflag en Soest, reservado para los oficiales, en Westfalia. Estuvo durante su cutiverio con un cierto número de ingenieros de la Escuela nacional superior de artes y oficios, con quienes trabajó en lo sucesivo. Realiza, entonces, el diseño interior y la decoración de la capilla francesa en colaboración con otro diplomado de  Bellas Artes, René Coulon. Después de su liberación, es laureado con el primer gran premio de Roma en 1946.
Arquitecto en jefe de los edificios civiles y palacios nacionales en 1952. Fue nombrado arquitecto consejero de las ciudades de París y de Cannes, del departamento de Bouches-du-Rhône y del Principado de Mónaco, después fue nombrado urbanista consejero de la ciudad de Antibes. Adquirió su fama por la realización de edificios religiosos y por sus trabajos artísticos en la decoración de los mismos. Colabora también con el ministerio de la Justicia y la administración penitenciaria para el cual realiza una decena de prisiones en Francia durante los años 1960. 
A su muerte, fue inhumado a petición suya en la iglesia Notre-Dame de Royan.
Desde el 13 de octubre de 2012, una calle lleva su nombre en Caen.

## Principales realizaciones arquitectónicas
- 1955-1957 : château d'eau-marché, barrio de la Guérinière en Caen, inscrito como monumento histórico por decreto del 10 de agosto de 2010[3]
- 1956-1960 : proyecto de un conjunto de casas habitación: Las Blagis dice "Bagneux II".
- 1958 : pabellón de Francia, en la Exposición Universal de Bruselas
- 1958 : iglesia Notre-Dame de Royan, clasificada al título de los monumentos históricos por decreto del 10 de febrero de 1988[4]
- 1958-1972 : barrio Édouard Anselle, 1 535 alojamientos y comercios, a Roubaix
- hacia 1960, realización de una villa balnéaire a La Baule[5]
- 960-1965 : urbanista en jefe del proyecto ZUP no 1 de Marsella
- 1961-1975 : zona para urbanizar en prioridad (ZUP) de los Tres Puentes, 1 656 alojamientos  y comercios, a Roubaix
- 1962 : capilla de la Soledad, comuna de Viejo-Condé (Norte), inscrita en el como monumento histórico por decreto del 5 de febrero de 2003[6]
- 1963-1967 : centro de detención de Gradignan (Gironda)
- 1964 : capilla Santa-Thérèse, comuna de Viejo-Condé (Norte), inscrita al título de los monumento históricos por decreto del 5 de febrero de 2003[7]
- 1966 : centro de detención de Muret (Haute-Garonne)
- 1967 : iglesia Santa-Crépin a Soissons
- 1967-1969 : iglesia Santa-Joseph-Trabajador, barrio Champfleury, a Aviñón, inscrita al título de los monumentos históricos por decreto del 22 de diciembre de 1993,[8][9]
- 1968 : casa de paso de Fleury-Mérogis
- 1968-1970 : estaciones de servicio FINA de áreas de descanso de la autopista de Lyon, de Antibes y de Morainvilliers
- 1969 : pasarela de la Bolsa de Valores en  El Havre
- 1969-1970 : ampliación del centro de detención de Fresnes (Valle del Marne)
- 1970-1974 : palacio de congresos de París y hôtel Concorde La Fayette en el 17.º
- 1971 : urbanista en jefe de la zona de disposición concertada (ZAC) de la Follie-Couvrechef de Caen
- 1971-1972 : edificio de la Escuela nacional del magisterio en Burdeos
- 1975 : aeropuerto de Lyon-Satolas, actual Aeropuerto de Lyon-Saint Exupéry